# Christian Friedrich von Heespen

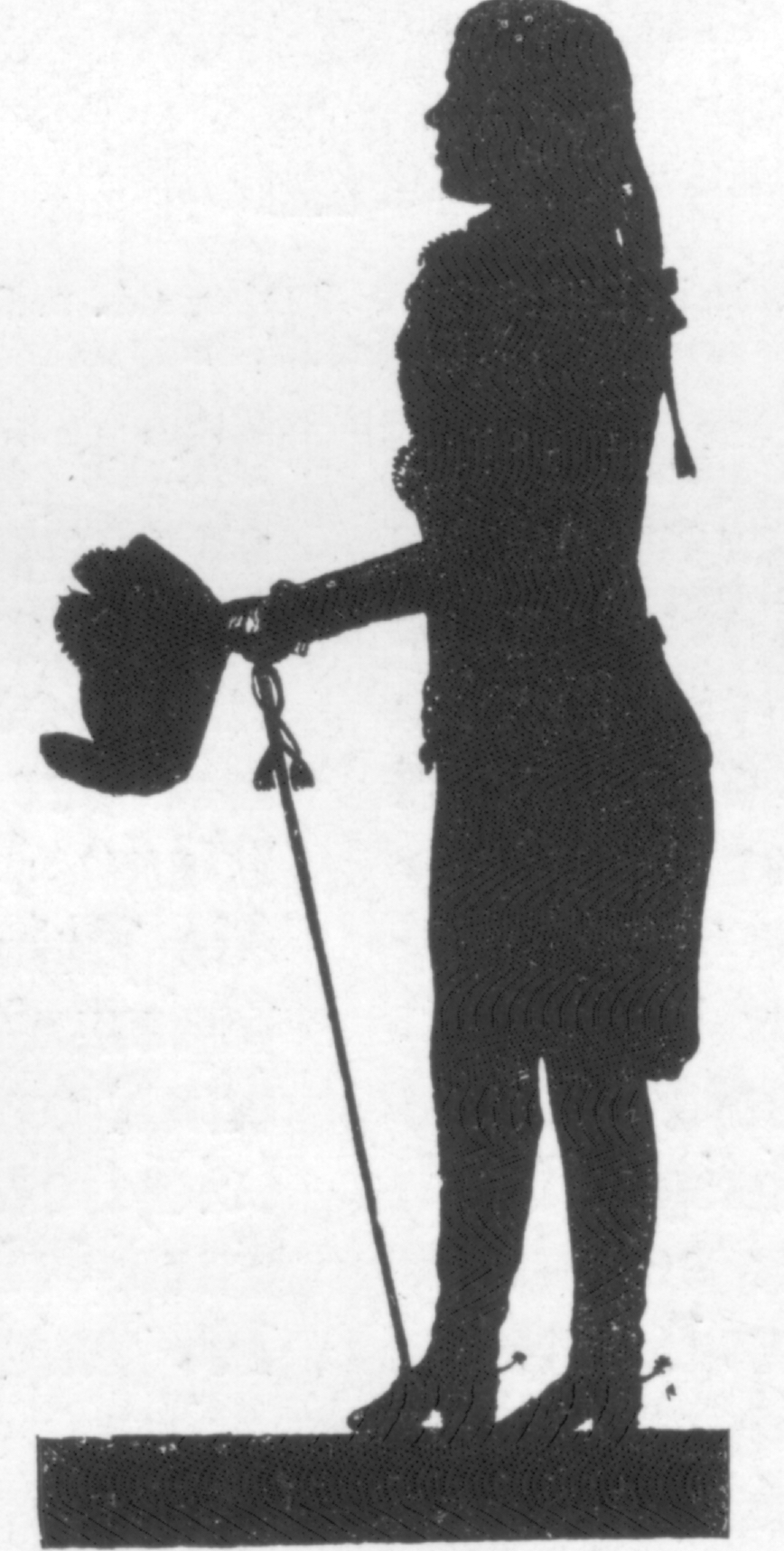
Christian Friedrich von Heespen

Christian Friedrich von Heespen, auch Friedrich Christian von Heespen (* 24. April 1717 in Lübeck; † 18. Mai 1776 in Schleswig) war ein deutscher Jurist, Verwaltungsbeamter und Gutsbesitzer.

## Leben und Wirken

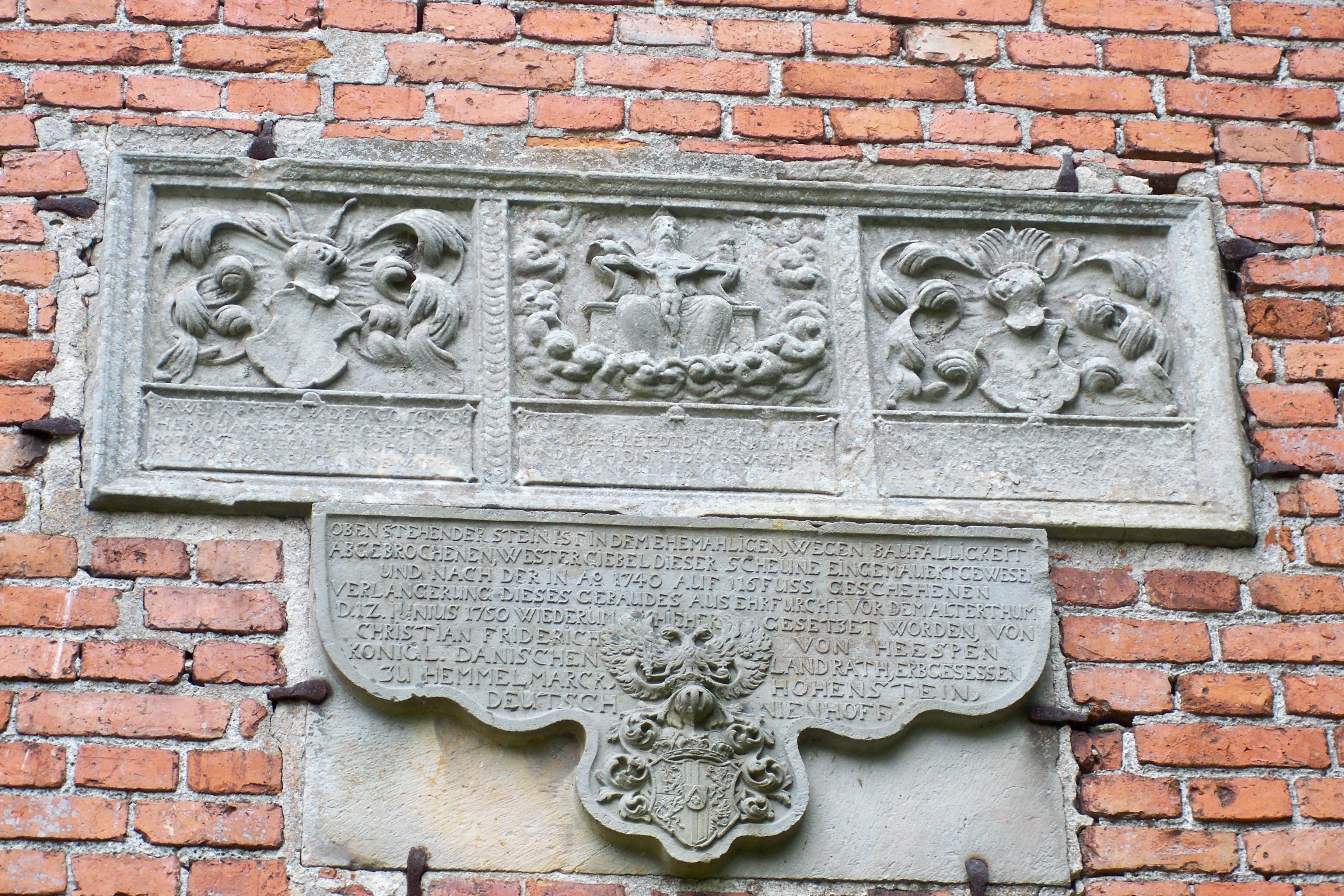
Erinnerungsstein an Christian Friedrich von Heespen als Bauherrn in Hemmelmark

Christian Friedrich von Heespen war ein Sohn von Alexander Tilemann von Heespen (* 7. April 1673; † 26. Dezember 1738) und dessen Ehefrau Catharina Elisabeth, geborene Gensch († 2. Oktober 1717). Der Vater arbeitete seit 1718 als Rat am Gottorfer Obergericht. Sein Großvater war der oldenburgische Kanzleidirektor Wilhelm Heespen (1625–1686), der seit 1686 ein Reichsadelsdiplom hatte.
Christoph Gensch von Breitenau, der ein Onkel Christian Friedrich von Heespens war, setzte seinen Neffen im Alter von fünf Jahren als seinen Erben ein. Nach dem Tod seines Onkels verkaufte von Heespen um 1750 die geerbte Bibliothek mit 14.000 Bänden. Das ebenfalls geerbte umfangreiche Archiv verlagerte er auf das Gut Deutsch-Nienhof.
Von Heespen studierte an Universitäten in Halle und Utrecht. Ab 1741 arbeitete er als Rat am Gottorfer Obergericht. 1768 übernahm er zusätzlich den Vorsitz der Schleswig-Holsteinischen Landkommission. Diese hatte die Aufgabe, in den Ämtern und Landschaften des Königs der Herzogtümer eine Agrarreform umzusetzen.
Nach dem Tod seines Vaters erbte er zwei Güter in Oldenburg sowie das Gut Hemmelmark. 1743 erwarb er die Güter Deutsch-Nienhof und Pohlsee.

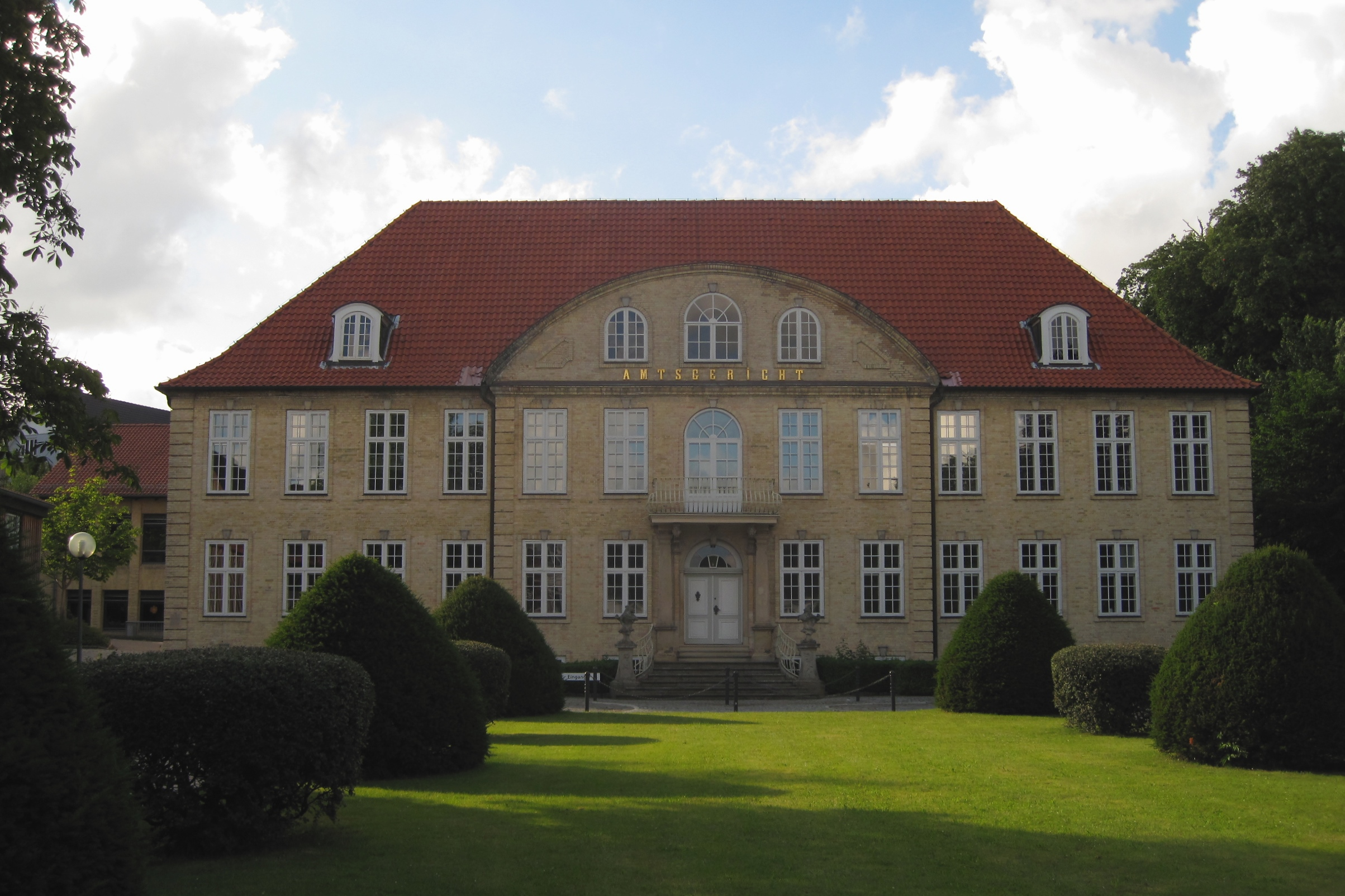
Der Heespenhof, heute Gerichtsgebäude

Er selbst blieb in Schleswig auf seinem 1753 auf dem Lollfuß erbauten Heespenhof, von wo er die weiteren Güter seriös und erfolgreich bewirtschaftete. Das Gut Hemmelmark veräußerte er 1751 an Georg von Hedemann.
Am 24. November 1768 heiratete von Heespen Sophie Dorothea, geb. von Drieberg (* 1730; † 7. April 1771), die Witwe des Kammerherrn Bernhard Hartwig von Plessen († 1767; ▭ in Lübeck 1776), und wurde damit Schwager von Georg von Hedemann. In seinem Testament legte er fest, dass sein Patenkind Christian Friedrich von Hedemann-Heespen den Familienfideikommiss Deutsch-Nienhof und Pohlsee erben sollte.

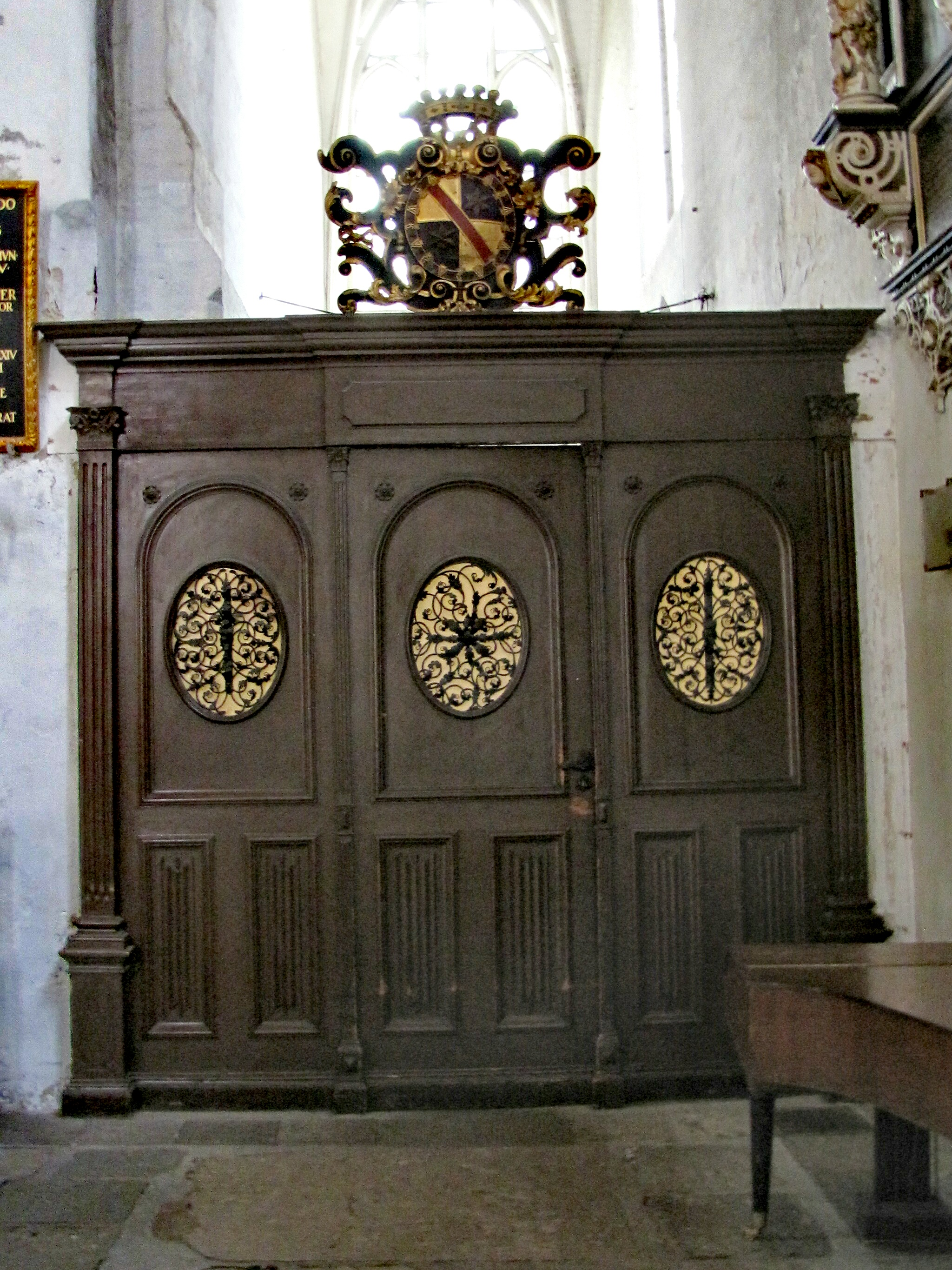
Breitenau-Kapelle in St. Ägidien

Seine letzte Ruhestätte fand er in der Breitenauschen Kapelle in der Lübecker Aegidienkirche.